# Eric Olsson
Eric Olsson, född 5 februari 1816 i Kumla församling, Örebro län, död 21 april 1905 i Kumla, var en svensk hemmansägare och riksdagspolitiker. Han var far till Johan Widén.
Olsson var hemmansägare i Sånnersta i Kumla. Han företrädde bondeståndet i Kumla härad vid ståndsriksdagen 1856–1858 samt Kumla, Sundbo och Grimstens härad vid ståndsriksdagen 1859–1860. Efter representationsreformen 1866 var han ledamot av riksdagens andra kammare 1867–1869, 1873–1875, 1878, 1882–1884 samt 1887, invald i Kumla och Sundbo härads valkrets.